# Любовний джихад

Мусульманське населення Індії

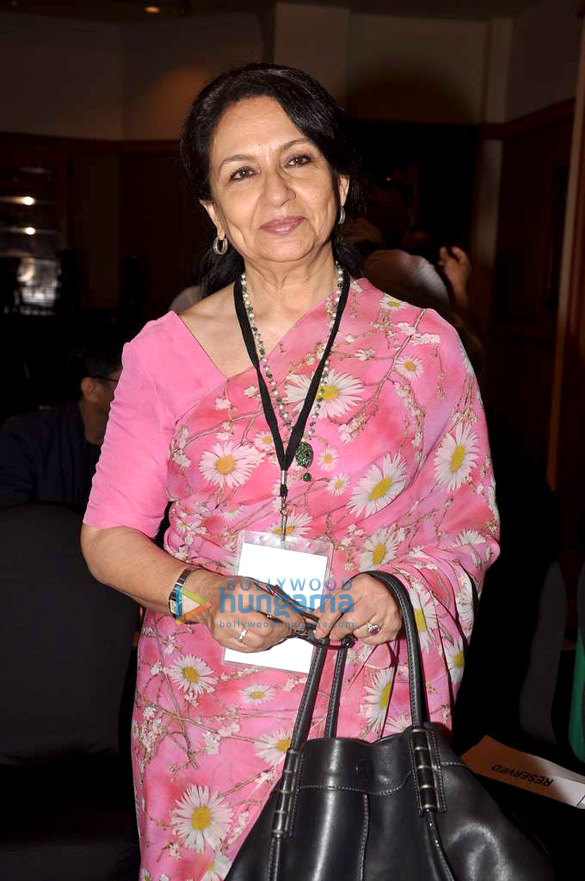
Індійська актриса Шарміла Тагор, яка вийшла заміж за мусульманина і прийняла іслам

Любовний джихад (гінді लव जिहाद) — теорія змови, поширена в Індії, згідно з якою мусульмани чоловічої статі організували діяльність, спрямовану на зваблення індійських дівчат немусульманського походження для подальшого їх навернення в іслам.
На відміну від інших релігій, поширених в Індії, іслам в основному поширювався насильницьким чином. Після розпаду Британської Індії накопичені впродовж кількох століть суперечності призвели до зіткнень на релігійному ґрунті. Мусульмани створили свою окрему країну під назвою Пакистан, а мусульмани, що залишилися в Індії, стали великою релігійною меншиною цієї країни. Відтоді мусульмани в Індії вважаються потенційною «п'ятою колоною», хоча вони продемонстрували свою лояльність країні в ході воєн з одновірцями з Пакистану.
У 2009 році індуїсти й християни південного штату Керала, де іслам поширювався в основному добровільно, звинуватили мусульманську організацію «Народний фронт Індії» у звабленні десятків тисяч дівчат, які сповідували індуїзм та християнство. Нібито всі вони були перевезені в спеціальні табори для «промивання мізків». Знайшлося безліч свідків, що підтверджували це.
Два роки розслідувань не підтвердили чуток про «любовний джихад». Сайти з обіцянкою винагороди за кожну навернену в іслам дівчину і листівки виявилися фальшивими, а батьки скаржилися через те, що їм просто не подобалися романтичні відносини їхніх дочок з мусульманами. Але потім зі звинуваченнями на адресу мусульман виступив сам головний міністр штату Керала — комуніст В. С. Ачутханандан. Згідно з його твердженнями, мусульманські змовники за допомогою засобів від іноземних спонсорів планують за 20 років зробити штат Керала ісламським штатом. Слова Ачутханандана були засуджені його опонентами з Індійського національного конгресу. У 2012 році були опубліковані дані розслідування: з 2006 року в іслам навернулися 2667 жінок (серед них 447 християнок), і всі вони стали мусульманками на добровільних засадах.
Слідом за штатом Керала, чутки про «любовний джихад» з'явилися в сусідньому штаті Карнатака. Батьки дівчини, яка вийшла заміж за мусульманина з Керали і добровільно прийняла іслам, заявили, що вона стала жертвою «любовного джихаду». Справа була закрита, а додаткове розслідування поліції нічого не виявило.
Після Карнатаки чутки про «любовний джихад» спалахнули в найзаселенішому штаті Уттар-Прадеш. Керівник відділення партії Бхаратія джаната Йогі Адітьянатх використовував тему «любовного джихаду» і «міжнародної змови проти Індії» в своїх передвиборчих виступах. Позов, поданий Адітьянатхом, був відхилений судом, який заявив, що поняття «любовний джихад» в Уттар-Прадеш немає. У штаті було зафіксовано два випадки нападу протестуючих проти «змови з джихадистами» на поліцейські відділки. Старійшини Уттар-Прадеша навіть запропонували заборонити дівчатам користуватися мобільними телефонами до закінчення школи, щоб захистити їх від «джихадистів-пікаперів».